# 昂布勒维尔 (瓦兹河谷省)
昂布勒维尔（法語：Ambleville，法語發音：[ɑ̃bləvil] ⓘ）是法国法兰西岛大区瓦兹河谷省的一个市镇，属于蓬图瓦兹区。

## 地理
昂布勒维尔（49°8'55"N, 1°41'45"E）面积7.96 平方千米，位于法国法蘭西島大區瓦兹河谷省，该省份为法国北部内陆省份，北起瓦兹省，西接厄尔省，南至塞纳-圣但尼省、上塞纳省和伊夫林省，东临塞纳-马恩省。
与昂布勒维尔接壤的市镇（或旧市镇、城区）包括：韦克桑地区拉沙佩勒、布赖和吕、绍西、埃普特河畔蒙特勒伊、奥梅尔维尔、圣热尔韦。

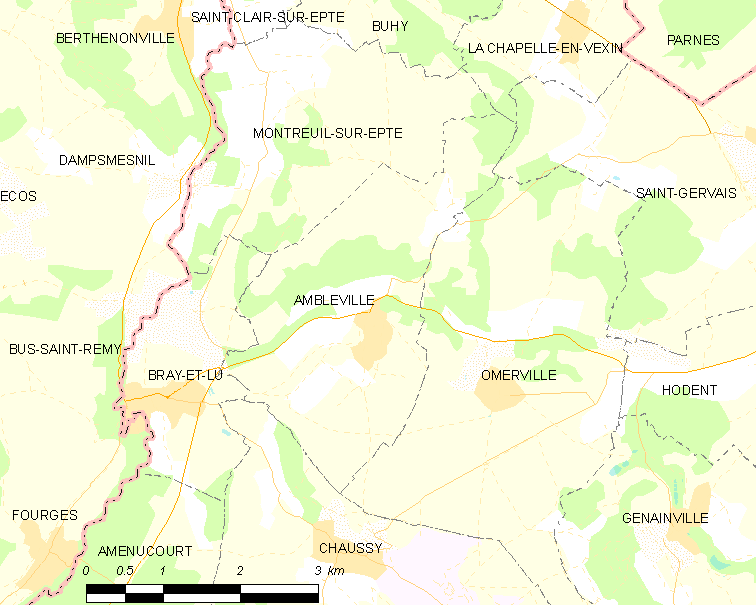
的OSM定位图

昂布勒维尔的时区为UTC+01:00、UTC+02:00（夏令时）。

## 行政
昂布勒维尔的邮政编码为95710、95420，INSEE市镇编码为95011。

## 政治
昂布勒维尔所属的省级选区为沃雷阿勒县。

## 人口

1962-2008年间人口变化图示

昂布勒维尔于2022年1月1日时的人口数量为390人。